# Puente Monseñor Francisco Miranda
El puente Monseñor Francisco Miranda, inicialmente también llamado puente La Pedrera o Nuevo puente sobre el Río V, es un puente atirantado diseñado por el arquitecto Esteban Bondone en la ciudad argentina de Villa Mercedes, en la provincia de San Luis.

## Características
Se trata de un puente atirantado de pila única de 176 m de largo, con dos luces asimétricas de 103 y 76 m.
El pílono tiene 60 m de alto y mediante 16 pares de tirantes sostiene una calzada con cuatro carriles para tránsito automotor y una vereda central para peatones y bicicletas.